# Bósi alagút
Bósi alagút (románul Boj-Cătun) falu Romániában, Kolozs megyében. Közigazgatásilag Kolozs községhez tartozik.

## Fekvése

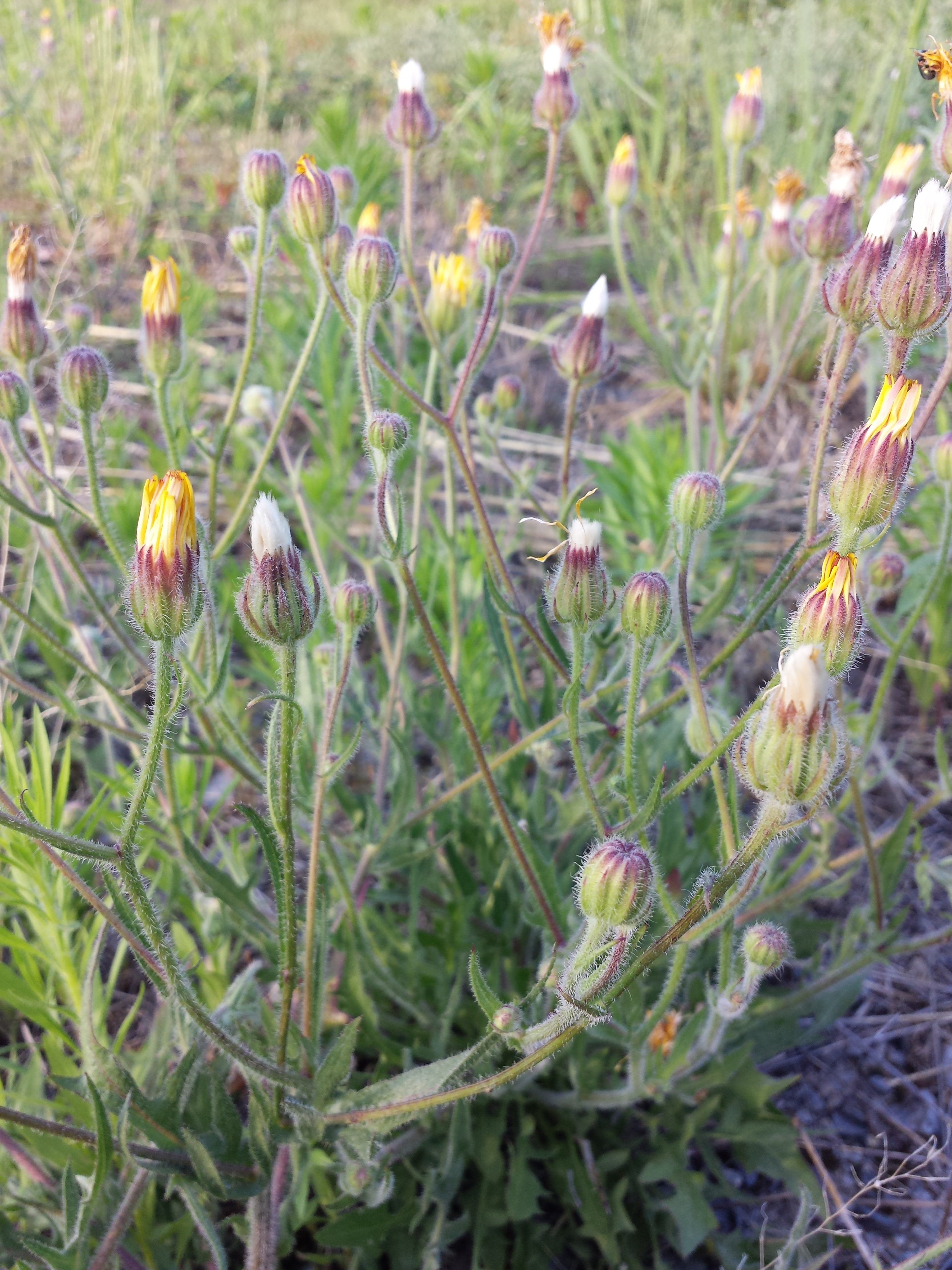
Bűzös aszász

A Mezőségen helyezkedik el, Kolozsvártól 27, Kolozsbóstól 7 kilométerre. Áthalad rajta a 300-as vasúti fővonal, a legközelebbi vasútállomás Kolozsbós; közúton Kolozsbós irányából a DC78-as községi úton közelíthető meg.
A falu területén bukovinai földikutya (Spalax graecus) populáció él. A veszélyeztetett növényfajták közül megtalálható itt a bűzös aszász (Crepis foetida L. ssp. rhoeadifolia).

## Története
Iskolája a 19. század végén létesült a kolozskarai és virágosvölgyi vasúti alkalmazottak gyermekei számára; ekkor Kolozsalagút néven Torda város külterületéhez tartozott.
A trianoni békeszerződés előtt Kolozs vármegye Kolozsvári járásához tartozott. 1956-ig Kolozsbós része volt. 1956-ban 252, 1966-ban 257, 1977-ben 204, 1992-ben 147, 2002-ben 117 lakosa volt, túlnyomó többségben románok. 2002-ben a lakosság egésze a román ortodox egyháztagja volt; templomát 2002-ben szentelték fel.
2008-ban a településen négyosztályos elemi iskola, művelődési otthon és postahivatal működött; vezetékes ivóvíz nem volt.